# María Pagés
María Jesús Pagés Madrigal, conocida artísticamente como María Pagés (Sevilla, 28 de julio de 1963) coreógrafa de flamenco española, que en 2002 recibió el Premio Nacional de Danza en la categoría de Creación, en 2014 la Medalla de Oro al mérito en las Bellas Artes en la modalidad Danza, ambos otorgados por el Ministerio de Cultura de España (o equivalente) y en 2022, el Premio Princesa de Asturias de las Artes por su labor.  En 2019, fundó junto a El Arbi El Harti, el  Centro Coreográfico María Pagés de Fuenlabrada.

## Biografía
A los cuatro años comenzó a bailar, pese a no tener antecedentes flamencos en su familia. Su padre era un matemático, oriundo de Ibiza, y su madre, una empresaria sevillana. A los quince años se trasladó a la Escuela del Ballet Nacional, y a partir de los veinte, recorrió el mundo con giras que la llevaron desde la URSS a Japón.
Comenzó su carrera profesional con la compañía de Antonio Gades. De sus colaboraciones cinematográficas destaca su participación en Carmen, El Amor Brujo y Flamenco, de Carlos Saura. En el año 1990 crea la Compañía María Pagés y desde esa fecha, ha producido las siguientes obras coreográficas: Sol y Sombra (1990), De la luna al viento (1994), El Perro andaluz. Burlerías (1996), La Tirana (1998), Flamenco Republic (2001), Canciones antes de una guerra (2004), Sevilla (2006), Autorretrato (2008), Flamenco y Poesía (2008), Dunas (2009). En el 2010, María Pagés integra en su equipo al escritor marroquí El Arbi El Harti, junto al cual ha creado: Utopía (2011), Casi divina, leve (2012), La alegría de los niños (2013), Siete Golpes y un camino (2013), Yo, Carmen (2014), Óyeme con los ojos (2014), No dejes que termine el día (2015), Visages (2016), Una oda al tiempo (2017), Como el aire que respiramos (2018), Alegrías (2019), Damas de la memoria (2019), Fronteras (2019), Entremos en el jardín (2020), Paraíso de los negros (2020), Tribulaciones de Simbad (2021), Una Oda a la Flor del Naranjo (2022) y el recién estrenado en el Gran Teatro del Liceo de Barcelona, De Sheherezade (2022).

## Trayectoria
A lo largo de estos años la Compañía ha estado presente en los mejores y más prestigiosos escenarios del mundo. En octubre de 2005 la Compañía María Pagés fue la compañía artística responsable del acto de inauguración de la Cumbre Iberoamericana celebrada en Salamanca. En el acto inaugural incluyó el estreno de la coreografía sobre un poema de José Saramago "Ergo uma rosa".
Es reconocida internacionalmente por su personal concepto estético del Arte Flamenco. María Pagés entiende el arte como algo ilimitado y ha conquistado un lugar de gran relieve en el panorama de la danza mundial.
Utilizando los códigos fundamentales del lenguaje flamenco e investigando dentro y fuera del mismo, María Pagés supera las diferencias culturales convencida de que los intercambios artísticos favorecen una mayor comprensión entre los seres humanos. Según sus palabras, el flamenco es un claro ejemplo de cómo la unión entre culturas, razas y religiones, puede crear un eco común.
De sus colaboraciones cinematográficas destaca su participación en: Carmen, El Amor Brujo y Flamenco de Carlos Saura, así como en La Bella Otero y Hemingway, Fiesta y Muerte de José María Sánchez.
En 1995 María Pagés estrena Riverdance. The Show, como artista invitada y coreógrafa, actuando en los teatros más importantes del mundo, entre otros el Radio City Music Hall de Nueva York, Auditorium de Chicago, Pantages Theatre de Los Ángeles, Wang Center de Boston, Hummingbird Theatre de Toronto, Entertainment Center de Sídney, The Point de Dublín, y Labatt's Apolo en Londres.
María Pagés ha creado para el Ballet Nacional de España la pieza Ilusiones FM con guion y dirección de José María Sánchez, que se estrenó el 20 de diciembre de 2002 en el Teatro de la Zarzuela de Madrid.
Actualmente María Pagés es miembro del Consejo de Cultura de la Comunidad de Madrid.
Mijaíl Barýshnikov invitó a María a bailar en el BAC (Baryshnikov Arts Center) de Nueva York en el año 2007, proyecto que se completó con un trabajo de creación de la coreógrafa en residencia en el BAC.
En octubre de 2009 el Teatro Real (Madrid) programa a la Compañía María Pagés dentro de su temporada de danza. Colabora asimismo con Plácido Domingo y su última creación ha sido el espectáculo Dunas junto con el coreógrafo belga Sidi Larbi Cherkaoui, en el que estas dos estrellas de la danza establecen un diálogo y comparten el flamenco y la danza contemporánea.
En enero de 2010 María Pagés se encarga de la concepción y dirección de la Gala Inaugural de la Presidencia Española de la Unión Europea que tuvo lugar en el Teatro Real (Madrid), creando para esta ocasión, una coreografía especial que bailó junto a Tamara Rojo.
En octubre de 2011 estrena en el Centro Cultural Internacional Oscar Niemeyer de Asturias su espectáculo Utopía, inspirado en la obra del arquitecto brasileño Oscar Niemeyer, al que conoció personalmente. Por este trabajo recibiría el Premio del Público del Festival de Jerez 2012. También recorrería el mundo con esta obra.
Por otro lado, la Compañía viene dedicando cada vez más tiempo, esfuerzos y recursos a la labor social y solidaria, en lugares como hospitales infantiles o centros de acogida para mujeres maltratadas, entre otros. Con este espíritu, en 2013 María Pagés y El Arbi El Harti crean y estrenan La alegría de los niños. Convencidos del papel que puede desempeñar la danza en la formación de los principios de la ciudadanía y en el fomento del respeto a la diversidad y del trabajo en equipo, María Pagés Compañía pone en marcha este espectáculo interactivo, pensado y desarrollado para el público familiar, y que pone el acento, precisamente, en la búsqueda de nuevos públicos. Espectáculo que comienza desde entonces a acompañar a la compañía en sus giras nacionales e internacionales, y que se presenta además en otros ámbitos y espacios. Tras el accidente nuclear en la central de Fukushima, María Pagés, acompañada por su marido y colaborador, El Arbi, hicieron una gira por Japón. Para su actuación abrieron un teatro próximo a la central nuclear. Según cuenta la propia María, «fue una de las cosas más hermosas que hemos hecho. Asistieron unos trescientos cincuenta niños con sus padres y abuelos».
En 2014, realizó  Óyeme con los ojos, que supone una reflexión sobre su propia identidad desde el misticismo de autores laicos y religiosos, a partir de "Sentimientos de ausente", de la poetisa mexicana Sor Juana Inés de la Cruz, y de los versos de "Conciencia y deseo" de El Arbi.
En noviembre del 2017 conciben la obra Una oda al tiempo, una coreografía flamenca sobre lo efímero, la permanencia, la eternidad. Desde su personalidad poliédrica y la creatividad sincrética que la caracteriza, y en un intercambio íntimo y sincero acompañada de cuatro bailaoras, cuatro bailaores y siete músicos en directo, María Pagés apela a la voluntad de la singularidad de cada miembro de su Compañía a situarse en la vida, en el tiempo de los orígenes, de la alegría de estar en la vida, de la euforia, del amor, del deseo, la belleza, pero también narra el tiempo de la melancolía, el del repliegue sobre uno mismo, el del miedo, de la guerra y el de la memoria humana, como espacio ético para elegir lo mejor de nosotros.
Convencida de la necesidad ética de investigar, transmitir y promocionar el patrimonio coréutico del flamenco, crea junto al escritor marroquí El Arbi El Harti el  Centro Coreográfico María Pagés de Fuenlabrada, inaugurado en noviembre del 2018.

## Espectáculos
Algunos de sus proyectos son:
- 1990: Sol y sombra
- 1994: De la luna al viento
- 1995-1996: Riverdance
- 1996: El perro andaluz, Burlerías
- 1998: La tirana
- 2001: Flamenco Republic
- 2002: Ilusiones FM (2002)
- 2004:Canciones, antes de una guerra
- 2006: Sevilla[18]
- 2008: Autorretrato
- 2009: Flamenco y Poesía
- 2009: Dunas
- 2010: Mirada
- 2011: Utopía[19]
- 2014: Siete golpes y un camino (2014)[20]
- 2014: Yo, Carmen[21]
- 2014: Óyeme con los ojos
- 2014: No dejes que termine el día
- 2016: Visages
- 2017: Una Oda al tiempo
- 2018: Como el aire que respiramos
- 2019: Alegrías
- 2019: Damas de la memoria
- 2019: Fronteras
- 2020: Entremos en el jardín
- 2020: Paraíso de los negros
- 2021: Las tribulaciones de Simbad
- 2022: Oda a la flor del naranjo
- 2022: De Scheherezade

## Filmografía
Pagés ha aparecido en cine y televisión:
- Miradas 2 (Televisión) (2010–11)
- A escena (Televisión) (2010)
- Ànima (Serie de televisión) (2009)
- Plácido y la copla (TV movie) (2008)
- La mandrágora (Televisión) (2006)
- The Late Late Show (serie de televisión) (2003)
- Riverdance: The New Show (1996)
- Riverdance: The Show (1995)
- Flamenco (1995)

## Premios
- 1996 - Premio Nacional de Coreografía ADE.[22]
- 2002 - Premio Nacional de Danza - Creación.
- 4 Premios Giraldillo - XIII Bienal de Arte Flamenco.
- 2004 - Premio Leonide Massine - Italia.
- VI Premios Flamenco Hoy 2005 - intérprete / espectáculo.
- 2006 - Premio Cultura Viva.
- 2007 - Premio Cultura 2007 de la Comunidad de Madrid
- 2009 - Premio del Público del Festival de Jerez 2009
- 2011 - Medalla de Andalucía 2011
- 2011 - Premio Internacional Terenci Moix 2011
- 2011 - Premio Butaca 2011 a la Mejor Producción Teatral Española
- 2012 - Premio del Público del Festival de Jerez 2012
- 2014 - Medalla de Oro al Mérito en las Bellas Artes 2015[23]
- 2015 - Premio al Mejor Espectáculo de Danza Internacional 2015 en Santiago de Chile
- 2022 - Premio Princesa de Asturias de las Artes[6]
- 2023 - Hija Predilectia de Sevilla.